# ISAPI
ISAPI(Internet Server Application Programming Interface) は、マイクロソフトのWindows NT系に付属（一部除く）するIISのn層API。主にWebサーバとして利用されている。
Apacheにおいても、mod_isapiを利用することにより、IISのISAPIと互換性のある環境を構築できる。

## ISAPI アプリケーション
ISAPIはExtensionsとFiltersの2つの構成要素からなる。これら2つの構成要素はC++での開発となる。また、作成したDLLファイルはIISに登録しなければならない。

### ISAPI Extensions
IIS Extensionsを利用すると、プログラムはIIS上で動作する。また、IIS ExtensionsはIISの全ての機能を利用することができるようになる。

### ISAPI Filters
IIS FiltersはIISの機能強化、または機能の修正を行うために用いられる。IIS Filtersを利用してデータの入出力を作成したプログラムが行えるようになる。
作成したプログラムはDLLファイルで、IISにサイトレベル、または管理下にある全てのIISに登録する。
ISAPI Filtersを利用して、主に以下の様なジョブが利用されている。
- クライアントからのURLやHTTPヘッダのリクエスト解析
- 匿名または基本認証のコントロール
- 独自のアクセス拒否(HTTP 403)の応答
- トラフィック解析
- 独自の認証
- 暗号化や圧縮

等、多様なジョブを実行できる。

### 代表的な ISAPI アプリケーション
- Active Server Pages
- ASP.NET
- Perl ISAPI
- PHP

## ISAPI 開発
ISAPIを利用してのアプリケーション開発は、Visual C++ 4.0からサポートされている。Wizardを利用してISAPIフレームワークを作成できる。開発は主にMFCを利用して開発する。